# Инну
Инну (монтанье-наскапи) — обобщённое наименование двух близкородственных индейских этнических групп (племён) народа кри, проживавших до контакта с европейцами на востоке полуострова Лабрадор в канадских провинциях Квебек и Ньюфаундленд. Во второй половине XVI—XVII веках южные общины инну постепенно распространились в юго-восточную, южную и центральную части Лабрадора. 
Название «монтанье» (фр. Montagnais) инну дали французы, встретив их кочевые группы на северном, скалистом берегу нижнего течения реки Святого Лаврентия; оно означало «горцы». Впервые этот экзоним упоминается в описании путешествия основателя первых европейских поселений в Канаде Самюэля де Шамплена в 1603 году. Название «наскапи», относящийся к северным инну, появилось в 1643 году в «Реляциях иезуитов» в форме Ounachkapiouek, вероятно, передающей уничижительное слово во множественном числе из языка монтанье («унаскапиуак»), значение которого истолковывается как «грубые» или «нецивилизованные, не имеющие религии люди». Это было прозвище, данное северным группам инну уже обращёнными в христианство южными кри. Другой вариант перевода — «они носят грубую одежду». 
Все исследователи, несмотря на всё, пишут об отсутствии чёткой границы между монтанье и наскапи, предпочитая обозначать их как единую общность. По культуре обе группы инну принадлежали к таёжным охотникам-рыболовам-собирателям американской Субарктики.

## Население
Аборигенная численность инну оценивается в 10 тысяч человек. 
В 1812 году считалось, что монтанье насчитывалось около 1,5 тысячи человек. В 1857 году их численность оценивалась в 1,1 тысячи человек, а число наскапи в 1858 году оценивалось в около 2,5 тысячи человек. По данным на 1871 год, наскапи было 2,5 тысячи человек, а монтанье — 1745 человек, то есть, в общей сложности, 4245 человек. По официальному сообщению, в 1884 году было 1395 монтанье в 6 общинах и 2860 наскапи. В 1906 году, также по официальному сообщению, насчитывалось 2183 монтанье и наскапи, а также 2741 человек неназванных индейцев во внутренних районах полуострова. По данным на 1950 год, насчитывалось 3710 инну: 3402 монтанье в девяти общинах и 308 наскапи в двух общинах. В 1969 году было 6085 инну: 5765 монтанье и 320 наскапи. В 1987 году население инну составляло 9248 человек: 8483 монтанье и 765 наскапи. Перепись 1991 года зарегистрировала 11 695 инну, а перепись 1996 года — свыше 14 тысяч человек в 13 общинах. 
В начале XXI века общая численность населения инну оценивалась на уровне около 18—20 тысяч человек. По официальным данным на январь 2021 года, 12 первых народов (общин) инну насчитывали 25 520 человек, в том числе 23 634 монтанье в составе десяти первых народов (Première Nation des Pekuakamiulnuatsh (до недавнего времени — Montagnais du Lac St.-Jean)), Innue Essipit, Bande des Innus de Pessamit, La Nation Innu Matimekush-Lac John, Innu Takuaikan Mak Mani-Utenam, Les Innus de Ekuanitshit, Montagnais de Natashquan, Montagnais de Unamen Shipu, Montagnais de Pakua Shipi и Shashatshiu Innu First Nation) и 1886 наскапи в составе двух первых народов (Naskapi Nation of Kawawachikamach и Mushuau Innu First Nation).

## Язык
Инну, или монтанье-наскапи включается в группу монтанье-наскапи ветви кри-монтанье алгонкинской группы алгской семьи языков индейцев Северной Америки.
Диалектная классификация этого языка противоречива. С точки зрения Летнего института лингвистики, существует два (западный и восточный) или три (западный, центральный и восточный) диалекта монтанье и два диалекта наскапи (западный и восточный). Другие лингвисты различают два диалекта монтанье (центральный диалект L и восточный диалект N), выделяя западный наскапи в качестве отдельного диалекта лишь в силу его особой орфографии (использование силлабической системы письма кри), хотя в своей устной форме он совпадает с северным береговым диалектом восточного кри (диалект Y), а восточный наскапи считают идентичным восточному монтанье (диалект N).
В последнее время речь молодого поколения отличается от речи старшего поколения рядом таких признаков, как использование /h/ там, где старшее поколение использует /sh/ на месте протоалгонкинского *s/*sh, опущение гласных, использование звонких согласных на месте глухих, и т. д.
По переписи 1996 года, носителями этого языка являлись 9 335 человек; было 10 470 носителей по переписи 2001 года; 11 815 носителей по переписи 2006 года, или около 66 % всех инну; 12 140 носителей по переписи 2011 года (11 450 монтанье и 690 наскапи — только Naskapi Nation of Kawawachikamach), или свыше 61,12 % всех инну (для общины наскапи Kawawachikamach — свыше 98,43 %). К концу XX века три тысячи монтанье говорило только на инну; по переписи 2011 года, таких было 850: 780 монтанье и 70 наскапи в общине Kawawachikamach. По переписи 2016 года, инну был родным языком для 11 940 человек (10 740 монтанье и 1230 наскапи), языком домашнего общения — для 12 310 человек (10 960 монтанье и 1350 наскапи), а всего языком владело в достаточно хорошей мере, чтобы быть в состоянии вести беседу, 12 910 человек, или 55,2% всех инну (11 445 монтанье, или 52,9% и 1465 наскапи, или 83,2%, а в случае общины Naskapi Nation of Kawawachikamach — всё население общины в полном составе). Вообще же, в резервационных общинах инну языком владеет почти всё население во всех из них, за исключением двух: в общине Innue Essipit, по переписи 2016 года, на инну не говорил никто из 205 жителей, а в общине Première Nation des Pekuakamiulnuatsh (до недавнего времени — Montagnais du Lac St.-Jean) на инну говорило 305 из 1645 человек.
Свой язык носители восточного диалекта N называют инну-аймун (8 общин), а носители центрального диалекта L — Ilnu Aimun (3 общины, в самой малочисленной из которых — Innue Essipit — он почти полностью вышел из употребления). 
Письменность этого языка основана на латинице.
Гласные языка: a, e, i, u. Долгота гласных на письме показывается не всегда, но порой для этого используется циркумфлекс. Гласный /e/ всегда долгий, и долгота на нём не показывается. Согласные: k, m, n, (l), p, s, sh, t, tsh. В говоре общины Mushuau Innu First Nation /tsh/ произносится (и пишется) /ts/. Звук /s/ в центральных общинах всегда записывается удвоенной буквой /ss/. Звук /h/ отражается на письме только в некоторых восточных общинах.

## История
По данным археологии, инну живут в местах их нынешнего обитания на протяжении, по меньшей мере, последних 2 тысяч лет, а некоторые учёные считают, что они являются потомками первых насельников восточной Канады, которые заселили этот район приблизительно 8 тысяч лет назад.
Географическое положение инну на востоке Северной Америки обусловило их ранний контакт с европейцами. Первыми из них могли быть викинги в конце X века (Лейф Эйрикссон открыл Лабрадор, который он назвал «Маркланд», что означает «Лесная земля»). Достоверно известно о контактах в начале XVI века с португальцами и басками, а также гасконцами, бретонцами и нормандцами. На протяжении всего XVI века стойбище монтанье Тадуссак на северном берегу реки Св. Лаврентия у устья реки Сагеней играло роль главного торгового пункта в торговле мехами между индейцами и европейцами. Торговля мехами была тесно связана с первыми коммерческими рыболовными судами и началась не позднее по крайней мере 1503 или 1504 годов.
К 1600 году, когда французские исследователи начали активную скупку мехов в бассейне реки Святого Лаврентия, монтанье, малеситы и алгонкины уже вытеснили лаврентийских ирокезов с нижнего течения реки Свтого Лаврентия в районе современного города Квебека. На этом раннем этапе монтанье были главными торговыми партнёрами французов на северо-востоке Северной Америки, а по отношению к племенам, жившим во внутриматериковых областях, они выступали посредниками. Свою монополию монтанье ревностно охраняли от попыток других племён завязать непосредственные связи с французами.
В конце XVI века район реки Сагеней стал центром межплеменных столкновений. Наиболее значительно этой монополии угрожали ирокезы, старательно стремившиеся к установлению прямых связей с французскими торговцами. Их военные отряды спускались по реке Святого Лаврентия, опустошая селения других племён. Ирокезы стали грозной силой прибрежного населения, а река Святого Лаврентия стала опасным водным путём. Монтанье, поддерживаемые своими соседями малеситами, алгонкинами и гуронами, вели упорную борьбу с ирокезами. Значительную поддержку им оказывали также французы — прежде всего, тем, что снабдили их некоторым количеством мушкетов. В 1603 году французы основали в Тадусаке постоянную факторию. Прибывший туда в тот год исследователь Самюэль де Шамплен описал военную пляску в связи с победой, одержанной объединёнными силами монтанье, малеситов и алгонкинов. Когда французы, основав 3 июля 1608 года факторию Квебек, перенесли торговлю в долину реки Святого Лаврентия, монтанье и алгонкины вступили в союз с гуронами и повели борьбу с ирокезами за установлением главенства над верховьями этой реки. В этой войне приняли участие французы в лице экспедиции Шамплена, поддержавшей в июле 1609 года военный отряд алгонкинов, монтанье и гуронов, который нанёс поражение самому восточному ирокезскому племени могаук в битве у северной части озера Шамплейн (29 июля 1609 года). Монтанье и алгонкины обрели контроль над рекой Святого Лаврентия на следующие два десятилетия. Французы продолжали торговать с монтанье, но вскоре их торговая сеть простёрлась через алгонкинов в долине реки Оттава до страны гуронов на берегу озера Гурон.
В 1629 году англичане захватили Квебек и монтанье с алгонкинами остались без поддержки французов. Могауки нанесли удар по алгонкинам и монтанье и разрушили их деревню на реке Святого Лаврентия у Труа-Ривьер. К концу 1630 года алгонкины и монтанье отчаянно нуждались в помощи, чтобы противостоять могаукам, но долгих три года никакой помощи они не получали, пока по договору 1632 года Квебек не был возвращён Франции. Две наступательные операции ирокезов в 1636 и 1637 годах оттеснили алгонкинов далеко к верхнему течению реки Оттава и вынудили монтанье отойти на восток к Квебеку. К 1642 году могауки и онейда изгнали последние группы алгонкинов и монтанье из верховий реки Святого Лаврентия. В этом году давняя вражда между монтанье и сококи (западные абенаки) переросла в войну, когда монтанье попытались предотвратить прямую торговлю между сококи и французами в Квебеке. Поскольку могауки тоже были в состоянии войны с монтанье, сококи забыли о прежнем конфликте с ними и вступили в союз с могауками. Это включило в войну и могикан, которые после 1628 года стали союзниками могауков, и в 1645 году военный отряд могауков, сококи и могикан совершил набег на главную деревню монтанье близ Силлери в Квебеке. Альянсу могауков с сококи против монтанье положили конец стычки из-за охотничьих угодий к востоку от озера Шамплейн.
После молниеносного разгрома ирокезами гуронов (1649—1650) французы, по сути, остались без союзников и в 1650 году они отправили делегацию в составе сахема монтанье и миссионера-иезуита на север Новой Англии, чтобы уговорить сококи, пеннакуков, покамтаков и могикан объединиться в альянс против ирокезов. Альянс был создан и стал получать от французов огнестрельное оружие, но на начальном этапе своего существования ему не пришлось испытывать на себе ударов ирокезов, за исключением отдельных набегов на сококи в Вермонте. В 1658 году, по настоянию голландцев, могикане вышли из альянса и заключили мир с могауками, однако вскоре могауки обнаружили, что могикане налаживают торговлю между голландцами и монтанье и сококи и в 1662 году могауки напали на могикан, которые после двухлетней войны были вынуждены уйти из значительной части своей страны. Снабжаемые как французами, так и англичанами сококи, пеннакуки, покамтаки и монтанье продолжали воевать с могауками и удерживать свои позиции. Военные отряды ирокезов и членов альянса то и дело нападали на деревни противника. К 1660 году эта война распространилась и на восточных абенаков в Мэне, которые были союзниками монтанье. Мир был достигнут только в 1670 году.
Французская колонизация берегов реки Святого Лаврентия положила конец набегам ирокезов на инну, но следствием этой же колонизации была потеря индейцами своей независимости. Для них начался полный потерь период повседневной борьбы за существование в условиях суровой природы Лабрадора, эксплуатации и ограбления индейских звероловов скупщиками пушнины, страшного обнищания и вымирания индейцев от голода и завезённых европейцами эпидемических заболеваний. С конца XVII века в конкуренцию с французскими торговцами вступили английские купцы, начавшие проникновение в район Лабрадора через Гудзонов залив. С переходом же Канады к Англии в 1763 году Лабрадор превратился по существу в вотчину Компании Гудзонова залива.
В XVIII и XIX веках пушная торговля заняла главенствующее место в хозяйстве большинства групп инну и формой их организации стали общины, тяготеющие к той или иной фактории. Скупщики пушнины старались искусственно создавать у инну потребность во всё новых товарах европейского производства и преуспевали в этом, хотя опыт у разных групп отличался друг от друга: некоторые торговцы гнались за прибылью любой ценой (в середине 40-х годов XIX века, например, торговец Дональд Хендерсон, недовольный количеством доставленных ему мехов, отказался обеспечить индейцев патронами и десятки инну умерли от голода), в то время как другие устанавливали тесные личные связи с индейцами и иногда даже брали в жёны индианок. Не все группы одинаково легко попадали в кабальную зависимость от торговцев. Инну общины Mushuau (восточные наскапи) оказались особенно непокорными. В 1935 году один торговец отмечал их изобретательность и находчивость и писал, что «в случае необходимости они, вне всякого сомнения, могут существовать независимо от внешнего мира».
В первой половине XX века произошло усиление натиска на земли инну со стороны пришлых поселенцев и трапперов. В 1927 году судебный комитет Тайного совета в Лондоне поделил страну инну на части, проведя через её сердце политическую границу и разделив общины и семьи инну, некоторые из которых оказались во франкоязычном Квебеке, являвшемся частью Канадской конфедерации, в то время как их родичи оказались в англоязычном Лабрадоре, являвшемся тогда частью Ньюфаундленда, самоуправляемой колонии Англии.
К началу Второй мировой войны почти все инну были в той или иной мере вовлечены в меховую торговлю и всё больше подпадали под влияние не только торговцев, но и миссионеров, государственных чиновников и других неиндейцев, с которыми они сталкивались в факториях. Это ослабляло их сопротивляемость давлению со стороны правительства, которое решило, что пришла пора покончить с кочевым образом жизни инну и сделать их оседлыми. В результате постройки во время второй мировой войны базы ВВС Гус-Бей у западного берега озера Мелвилл на Лабрадоре в середине страны инну появилась значительная неиндейская община, а решение колонии Ньюфаундленд (включавшей значительную часть Лабрадора) присоединиться, после нескольких веков пребывания под колониальным владычеством Англии, к Канадской федерации в 1949 году дало дополнительный толчок заинтересованности в освоении этой территории. Циклическое сокращение популяции карибу в 30-е годы в сочетании с резким падением цен на пушнину создали впечатление сложности продолжения ведения традиционного образа жизни инну. Оно было ещё больше осложнено быстрым строительством промышленной инфраструктуры, в том числе железной дороги из Сет-Иля в Шеффервилл для обслуживания шахт, подъездной ветки от Эскера до гидроэлектростанции в Черчилл-Фолсе и строительством плотин и целлюлозных заводов на северном побережье залива Святого Лаврентия.
Инну вели образ жизни кочевых охотников до второй половины XX века. С середины 50-х до середины 70-х годов XX века канадские власти осуществили программу их поселения в посёлки для постоянного проживания. По сути, с ними поступили, как с неразумными детьми, не способными решать, что для них хорошо, а что плохо. Оседлый образ жизни не был свободным выбором инну. Некоторые семьи продолжали проводить большую часть года, кочуя по внутренним областям Лабрадора. Переселение обернулось разрушением традиционной системы жизнеобеспечения инну и имело отрицательные социальные и культурные последствия.
Гидроэлектростанция в Черчилл-Фолсе была построена в 1972 году. В результате этого строительства было затоплено 4130 кв. км. очень важных охотничьих угодий инну. Под водой к тому же оказались очень важные для культуры инну места рождения и захоронения. С 1979 года Канада разрешила военно-воздушным силам стран НАТО использовать построенную во время Второй мировой войны авиабазу Гус-Бей для учебных полётов на низкой высоте, учений противовоздушной обороны и практики нанесения бомбовых ударов. Учения проводились в излюбленных районах весенней охоты инну. Количество ежегодных вылетов, составившее в 1979 году 274, увеличилось к 90-м годам более чем на 2 000 и достигло в 1992 году 7 355, немного сократившись к 1996 году до 6 558. Участвующие в учениях самолёты пролетают над землёй на высоте не более 30 метров, отдавая предпочтение районам озёр, рек и долин, наиболее часто используемых инну. Инну считают, что полёты на низкой высоте оказали существенное влияние на животных, чьё количество сократилось, а поведение таких основных видов, как карибу и бобр, изменилось, но их возражения в властям отвергали, а в 1996 году канадское правительство подписало соглашения, разрешающие увеличение количества ежегодных вылетов до 18 тысяч.
В 1994 году крупнейшие в мире залежи никеля были открыты приблизительно в 75 километрах к северу от посёлка инну Utshimassits (Дейвис-Инлет) — в месте, известном инну как Kaupiskatish-shipis, или Eimish, и этот район стал местом осуществления многомиллиардного проекта по разработке месторождения. Этот район также был важным районом охоты и рыболовства для инну, а также местом рождения и захоронения многих инну.
Ещё в 1984 году инну начали «кампанию против милитаризации» их земель, протестуя против полётов самолётов у них над головами. Два года спустя они выпустили пресс-релиз, протестуя против решения правительства Ньюфаундленда и Лабрадора разрешить белым охотникам охоту на карибу. В 1987 году были организованы акции протеста против ограничения правительством права инну на охоту. В пресс-релизе общины Sheshatshiu говорилось: «Члены общины в настоящее время охотятся на карибу в горах Мили вопреки правительственным ограничениям. Старейшины инну говорят, что готовы быть арестованными в борьбе за возвращение своих земель. Лидер инну, выступающий от имени семей, участвующих в охоте, сказал: „Мы охотились, ставили капканы и ловили рыбу на этой земле на протяжении тысячелетий... И вдруг какое-то чужое правительство вторгается на нашу землю и велит нам больше этого не делать. Мы отдельный народ, имеющий право придерживаться своего векового образа жизни“». 
С 1988 по 1990 год инну со всей страны разбивали лагеря у конца взлётно-посадочной полосы авиабазы Гус-Бей, чтобы прекратить её деятельность. Многократно захватывалась и вся полоса. Многие инну были арестованы и посажены в тюрьмы. В 1990 году по территории четырёх провинций прошёл марш «Свободу стране Nitassinan», завершившийся в Оттаве. В том же году инну общины Sheshatshiu осуществили захват общинной школы, выразив тем самым протест против того, что обучение их детей им неподконтрольно. В 1991 году 10 семей инну захватили строившуюся на их земле дорогу для транспортировки лесоматериалов. В их заявлении говорилось: «Это вопрос коренной справедливости. Инну никогда не уступали своих земель и не подписывали никаких договоров. Мы сидим за столом переговоров с правительством по комплексному урегулированию претензий, а пока идут переговоры они распродают наши леса, прокладывают по земле дороги и шоссе, затопляют нашу землю, отравляют нашу рыбу». Строительство дороги было прекращено. В 1992 году инну сняли электрические счётчики в домах общины Sheshatshiu и отослали их обратно в адрес «Newfoundland and Labrador Hydro» в знак протеста против затопления их земель в результате строительства гидроэлектростанции в Черчилл-Фолсе и планирования строительства ещё одной. Тогдашний президент инну заявил: «Эта электроэнергия производится за наш счёт. Это вы должны платить нам. Поэтому мы возвращаем ваши счётчики. Это решение вынесено нашей общиной при поддержке старейшин». В знак протеста против того, как судья обращался с обвиняемыми инну в общине Utshimassits, в 1993 году вождь выдворил суд из общины. Община успешно противостояла восстановлению в ней канадской судебной системы на протяжении полутора лет, пока провинциальные власти не отказались продолжать участвовать в переговорах по вопросам земельных исков, заявив, что без возвращения суда переговоры не возобновятся. 
В 1994 году представители инну ездили в Женеву для дачи показаний об их тяжёлом положении перед Комиссией ООН по правам человека. В 1995 году, вскоре после открытия никелевого месторождения, семьи инну разбили на том месте лагерь, чтобы не допустить его разработки. Вождь общины заявлял тогда: «Если разведка и освоение нашей земли продолжатся, мы лишимся всего. Компания говорит о рабочих местах и возможностях, но мы говорим о нашей земле, наших правах и нашем образе жизни». В том же году инну занимали английское и голландское консульства в Торонто, чтобы привлечь внимание к продолжающемуся использованию их родины для тренировочных полётов на низкой высоте. В 1998 году свыше 100 инну из Квебека и Ньюфаундленда и Лабрадора успешно блокировали пресс-конференцию, которую планировали провести премьеры этих двух провинций, чтобы объявить о достигнутой между ними договорённости по вопросу о строительстве новой плотины в низовьях реки Черчилл. В апреле 1999 года Комиссия ООН по правам человека пришла к неутешительным выводам о положении дел с правами коренных народов в Канаде и осудила её практику «упразднения» прав аборигенных народов.
Подрыв традиционной системы жизнеобеспечения инну имел отрицательные социально-культурные последствия. Среди инну повсеместно распространился алкоголизм: от него в 1990 году страдало от 80 до 85 процентов населения посёлка Utshimassits (Дейвис-Инлет) старше 15 лет. Беспросветность существования толкает многих инну на самоубийства, которые совершают даже дети. За восемь лет, начиная с 1990 года, в посёлке восемь покушений на самоубийство закончились смертельным исходом, что равно 178 самоубийствам на 100 тысяч населения (средний уровень по Канаде составляет 14 на 100 тысяч). Это означает, что инну почти в 13 раз более склонны покончить с жизнью, чем среднестатистический канадец, и что община Mushuau стоит по показателю самоубийств на первом месте в мире. В посёлке, лишённом канализации и водопровода и из которого до больницы можно было добраться только на самолёте, дети в 1984—1994 годах в три—семь раз чаще умирали в возрасте до пяти лет, чем в среднем по Канаде. Пятнадцатого декабря 2002 года большинство членов этой общины было переселено из посёлка Utshimassits (Дейвис-Инлет) на острове у восточного побережья Лабрадора чуть южнее 56-й параллели в резервацию Natuashish на побережье материка. Процесс социально-культурной дезинтеграции происходит во всех сегодняшних общинах инну.

## Территория
По данным на 1871 год, земли инну охватывали территорию в 1 152 550 квадратных километров, в том числе 854 700 кв. км. земель наскапи (330 тысяч английских квадратных миль), и 297 850 кв. км. земель монтанье (115 тысяч кв. миль). Ныне четырнадцать резерваций инну занимают площадь в 38 112,1 га. 
Свою страну инну называют Nitassinan. Она изобилует еловыми и сосновыми лесами, озёрами, реками и каменистыми бесплодными равнинами. Эта последняя отличительная черта страны инну выставляла её в глазах европейцев непривлекательным суровым, унылым, мрачным и холодным краем, где зима длится до восьми месяцев в году и который французский исследователь Жак Картье назвал «землёй, которую господь предназначил Каину», и это на протяжении очень долгого времени спасало инну от посягательств на их территорию извне.

## Хозяйство
В сообщениях XVII века инну описываются как охотники и рыболовы. В качестве главных объектов охоты упоминаются лось, карибу, медведь и пушные звери (бобр, выдра, лисица, заяц, куница, сурок, росомаха и белка). Инну вели кочевой охотничий образ жизни в течение шести зимних месяцев и оседлый на летних стойбищах около рыболовных угодий и торговых постов. В первой половине XVI века основными занятиями инну были рыболовство и промысел морского зверя в заливе Св. Лаврентия. Например, Жак Картье отмечал огромные количества вылавливаемой индейцами инну рыбы, которую они вялили на солнце и коптили над кострами, делая запасы на зиму. В описаниях первых путешествий в страну инну много говорится об охоте индейцев на белуг, тюленей, моржей, производимой с лодок-берестянок. Рыболовство и морская охота были важными занятиями индейцев побережья реки Святого Лаврентия ещё во времена жизни среди них иезуитского миссионера Поля Ле Женя (1633—1634), который писал, что хижины индейцев были полны рыбы, которую коптят и «запасают в огромных количествах на время, пока нет мяса». Он описывает ловлю индейцами угрей с помощью запруд и гарпунов с железными наконечниками. «Дикари сушат эту длинную рыбу на дыму и складывают в пачки по сто штук в каждой» — писал Ле Жень. Он упоминает и ловлю лососей, а также пишет об охоте на тюленей. Важность тюленьего промысла подчёркивал в середине XIX века выдающийся канадский геолог Г. Хинд. «Тюлени, — писал он, — были главной причиной войн между монтанье и эскимосами Лабрадора». Инну также ловили и ели морских черепах. Помимо угря и лосося, инну ловили щуку, окуня, чукучана, осетра, сига, зубатку, миногу и корюшку. Важное значение рыболовства в хозяйстве инну сохранилось и до наших дней. По свидетельству Ле Женя, главными источниками пищи для монтанье в сентябре-октябре был свежий угорь, в начале зимы — копчёный угорь, дикобраз и бобр, в разгар зимы — лось и карибу, а весной и летом — медведь, бобр и птица (канадская казарка, белый гусь, чёрная казарка, утка, чирок, гагара, куропатка, вальдшнеп, бекас и странствующий голубь). Предметами собирательства у инну были малина, черника, земляника, вишня, дикий виноград, лещина рогатая, дикие яблоки и др. Они также собирали кленовый сок.
Первые описания инну изображают их одетыми в кожаные и меховые одежды, что свидетельствует об их охоте на лесных животных. Ко времени открытия Лабрадора европейцами у них было комплексное рыболовно-охотничье хозяйство. Такой тип экономики предполагал полуоседлый образ жизни на ограниченной территории с сезонным ритмом ведения хозяйства, когда долговременное обитание в оседлых поселениях около мест рыбной ловли прерывалось периодическими откочёвками вглубь полуострова для охоты на лесного зверя.
Одним из первых коренных изменений в быту инну, вызванных европейской колонизацией Лабрадора, была перестройка их хозяйства от рыболовства и морской охоты в реке и заливе Святого Лаврентия к добыче мехов, охоте и рыболовству во внутренних частях полуострова. Таким образом, в их жизненном укладе произошёл сдвиг от более оседлого образа жизни к более кочевому образу жизни. Колониальная меховая торговля оказывала определяющее влияние на развитие общества инну с начала XVI века, однако, несмотря на то важное значение, которое приобретал пушной промысел, он лишь постепенно оттеснял на второй план рыболовство и мясную охоту, ещё долгое время обеспечивавшие инну основными средствами существования. Так, в середине XIX века, по сообщению Г. Хинда, карибу был основой существования монтанье и наскапи: «Он для них столь же важен, как бизон для степных племён». С запасами рыбы и копчёного мяса убитых осенью оленей инну откочёвывали в лес на промысел пушного зверя, когда добыча пищевых продуктов была крайне ограничена, но и в зимние месяцы, наряду с промыслом пушнины, инну занимались мясной охотой и подлёдным ловом рыбы. До XX века экономика инну сохраняла комплексный характер, но качественно отличный от доколониального её периода: появился сектор товарного пушного промысла.
С ростом значения пушного промысла на протяжении почти 400-летней истории меховой торговли на Лабрадоре расширялся выбор приобретаемых индейцами европейских товаров. Металлические орудия очень быстро заменили каменные и костяные в быту индейцев. Широко и быстро вошли в обиход металлические котлы и европейская одежда. Уже упомянутый миссионер Ле Жень пишет о наличии в быту монтанье европейских плащей, одеял, тканей, рубашек и медных котлов. О бытовании у них в прошлом берестяной посуды он узнал лишь понаслышке. Тем е менее продукты питания в этом ассортименте заняли видное место лишь со второй половины XIX века. Хотя в «Реляциях иезуитов» XVII века встречаются указания на покупку индейцами муки и гороха, это носило эпизодический характер и потреблялись эти продукты как редкие лакомства, в то время как спиртные напитки выменивались в большом количестве.

## Общество
Единственная власть, которая признаётся инну — это власть utshimau («первого человека»); он, силу своих охотничьих или шаманских навыков, считается руководителем охотничьего стойбища по общему молчаливому признанию. Тем не менее у него нет политической власти в европейском смысле и никто не обязан ему подчиняться. Антрополог Георг Хенриксен, много работавший в 60-е годы XX века среди инну общины Mushuau, сообщал, что «когда возникают сомнения, каким путём идти, или если дальнейшее продвижение затрудняют погодные условия, наскапи обычно останавливаются, разводят костёр и за чаем обсуждают, что делать. Решение, которое оглашает wotshimao (utshimau), является, по сути, совместным решением — итогом общего обсуждения».
На хорошем охотнике лежит огромная ответственность за обеспечение пищей как тех, кому повезло на охоте меньше, так и тех, у кого некому охотиться. Охотник инну зарабатывает престиж и уважение, прежде всего, добывая пищу и щедро делясь ею с другими. Если в стойбище пять семей и было добыто пять оленей, то каждая семья получит по одному оленю.
В дооседлые времена отношения между полами были неиерархическими и равноправными. У мужчин и женщин был свой круг обязанностей, но и те, и другие были автономны. Мужчины обычно принимали решения об охоте (хотя даже и в этом женщины могли принимать участие), в то время как женщины обычно выбирали место и время для разбития лагеря. Обычно, как заметил Хенриксен, прежде чем принять решение, принимается во внимание мнение всех, кого оно будет касаться, как мужчин, так и женщин.
Сильный упор на личную независимость давал женщинам инну гораздо больше свободы, чем было у европейских женщин: они не только могли принимать важные решения, но и были вольны ухаживать за приглянувшимися мужчинами, заводить любовников, будучи в браке, и легко разводиться. Эта независимость возмущала первых миссионеров-иезуитов, которые всё старались навязать европейские стандарты, добиваясь от женщин инну раболепного подчинения своим мужьям.
Даже те инну, кто кажутся чувствующими себя наиболее свободно в евро-канадском мире, продолжают утверждать своё отличие как народа, сопротивляться вторжению Akanishau (англоязычных, то есть белых) на свои земли и дорожить охотничьим образом жизни как основой своего благополучия и своей самобытности. Вместо того, чтобы смиренно следовать по пути «неизбежной» ассимиляции, большинство инну, по сути, «живёт в состоянии постоянных колебаний и внутреннего противостояния, при котором чуть ли ни ежедневно идёт битва между традиционными ценностями и идеологией инну и евро-канадцев — внутри каждого человека, внутри семей и внутри общин».

## Культура

### Материальная культура
Жилищем у инну служили конические вигвамы, крытые у южных инну (монтанье) берёстой, а у северных (наскапи) — сшитыми оленьими шкурами. Вигвамы наскапи были диаметром от трёх до пяти с половиной метров у основания и от трёх до четырёх с четвертью метров в высоту. Весь пол, за исключением места вокруг очага в центре, покрывался молодым еловым лапником. Дым выходил через отверстие в месте перекрещивания шестов в верхней части вигвама. Шесты проходили и поперёк вигвама, и на них подвешивали котлы, охотничьи снасти, одежду и т. п. Внешний край «пола» вигвама делался немного приподнятым по отношению к центральной части, обеспечивая обитателям вигвама небольшой наклон для сна ногами к очагу. У монтанье каркас вигвама состоял из 20—30 шестов. Покрывавшая их берёста была сшита. Вход закрывали шкуры, крепившиеся к двум шестам по бокам от входа. На еловый лапник на полу часто стелили циновки или мех котика, а также медвежьи шкуры. В вигваме размещалось 15-20 человек (несколько нуклеарных семей). В таком жилище было очень тепло даже в самые суровые морозы. Иногда строились эллиптические или прямоугольные жилища с коньковым брусом по центру. Упоминавшийся миссионер Ле Жень бывал в таком длинном и узком летнем жилище, где по центру на расстоянии полутора-двух метров друг от друга располагалось три очага. В западных районах Лабрадора также строились куполообразные вигвамы, а маленькие куполообразные строения служили парильнями по всей стране инну. Жар в них достигался бросанием воды на раскалённые камни.
В прошлом главным материалом для изготовления одежды у инну служила оленья кожа. Одежда сшивалась нитями из оленьих жил костяными иглами. Миссионер Ле Жень сообщает, что одежда монтанье состояла из ноговиц, мокасин и рубах-мантий. Ноговицы крепились к ремню, а их сшитому краю придавалась форма бахромы, украшавшейся бисером или ракушками. Рубахи обычно делались из кожи оленя или медведя или из пяти-шести бобровых шкурок. Рукава добавлялись или убирались по погоде. Рубахи и рукава раскрашивали длинными полосами, что создавало впечатление их ажурности. На севере в ходу была меховая одежда, бытовавшая там и спустя долгое время после перехода южных групп на европейскую одежду. Мокасины из меха как карибу и лося, так и более водоотталкивающей тюленьей кожи оставались в ходу дольше всех других туземных видов одежды. Зимой надевали по несколько пар одну на другую. Заячьи шкуры высушивали и нарезали полосками; из них делали парки и одеяла. Функцию детских подгузников выполнял белый торфяной мох (сфагнум). Младенцев заворачивали в мягкие материалы, такие как кожа зародыша карибу, или помещали в заполненные мохом кожаные сумки, красиво украшенные.
Домашняя утварь инну включала тонкостенные сосуды различных размеров, изготовляемые из ели или берёзы, для хранения жидких продуктов и использования в качестве сосудов для питья. Блюда или корзины для ягод сшивались из берёсты. Бытовали берестяные корзины с прикреплённым к верхней части куском оленьей кожи со шнурком, затягивающим получающееся подобие сумки или мешка, и сумки, сделанные из сшитых кусков кожи с ног оленя. Из дерева искусно вырезались ложки и черпаки. Всё это было в обиходе у наскапи ещё в начале XX века. Курительные трубки изготовлялись из песчаника или аспидного сланца с мундштуком из ели, часто украшенным бисером.
Инну были передвигающимся с место на место народом, и средствами передвижения им служили каноэ летом и снегоступы (лыжи-лапки) и сани (тобогганы) зимой. В ходу были несколько видов лёгких и манёвренных берестяных каноэ. Обычно женщины сидели на корме и правили, а мужчины располагались в передней части каноэ. Иногда для переправы через реки или небольшие озёра строили плоты из брёвен. Весной по раскисшему снегу инну использовали каноэ-сани на двух полозьях. В 70-е годы XX века в общий обиход инну вошли мотосани (снегоходы).

### Духовная культура
Инну не делят природу на живую и неживую. Вся вселенная для них является одушевлённой, и в ней действуют могущественные духи, оказывая существенное влияние на их жизнь. Для выживания в суровом климате страны инну одинаково важно было уметь как разбираться в погодных проявлениях и смене времён года, так и осознавать мощь силы духов.
Самыми важными духами у являются «хозяева животных». Им подчиняются карибу и другие животные, и они помогают инну, делясь с ними пищей, за что инну должны честно распределять пищу между собой и проявлять уважение к духам, следуя определённым ритуалам. Например, кости ног карибу должны заботливо храниться, а из костного мозга надо приготовить священное кушанье mukushan, смешав его с салом. Просто выбросить кости значит поступить крайне неуважительно по отношению к kanipinikat sikueu («Хозяину» карибу — самому могущественному из всех «Хозяев»), который может проявить свой гнев, наслав на инну неудачу в охоте или даже болезни. 
По свидетельству Шамплена, монтанье, обитавшие по берегам реки Сагеней, никогда не позволяли своим собакам обгладывать кости добытых на охоте животных — иначе не видать больше удачи. То же относилось и к костям птиц, пойманных в силки. Что же касается бобров, то всегда надёжнее побросать их останки в реку, ибо души мёртвых бобров непременно придут в стан убивших их охотников посмотреть, что сделали те с их костями, и, если вдруг обнаружится, что собаки глодали кости, они тут же расскажут о свершённом поругании остальным бобрам. «Однако они очень обрадуются, если их кости будут брошены в реку или в огонь, и особенно будет рада этому поймавшая их ловушка»; когда один скептически настроенный иезуит осмелился было подвергнуть сомнению эту столь хорошо известную каждому охотнику правду, он был просто уничтожен ответом индейцев: «Ты и понятия не имеешь, как поймать бобра собственными руками, а ещё осмеливаешься рассуждать». Хозяин оленей представлялся инну в XX веке в виде индейца, некогда ушедшего жить к оленям. Поселившись с ними на севере в «доме оленей», в недоступных людям горах, он стал человеком-оленем, руководящим стадами оленей. Несоблюдение правил охоты сердит хозяина оленей, и он не посылает животных охотникам. Особенный гнев его вызывает неразумная охота на оленей и несоблюдение правил коллективного потребления оленьего мяса. Одним из таких правил было строго соблюдавшееся правило обязательного коллективного потребления половины убитого зверя.

## Разное
Сюжет канадского фильма-драмы «Майна» — столкновение, а затем контакт инну сначала с инуитами, а затем с прибывшей на их земли экспедицией Самюэля де Шамплена.

### На русском языке
- Аверкиева Ю. П. Индейцы Северной Америки: От родового общества к классовому. М.: «Наука», 1974, с. 40—69.
- Аверкиева Ю. П. Род и община у алгонкинов и атапасков американского Севера. // Разложение родового общества и формирование классового общества. М., 1968, с. 35-47.
- Бейклесс Дж. Америка глазами первооткрывателей. М.: Прогресс, 1969, с. 109—141.
- Керам К. В. Первый американец: Загадка индейцев доколумбовой эпохи. М.: Прогресс, 1979, с. 32.
- Тишков В. А. Монтанье-наскапи — в кн.: Народы мира: Историко-этнографический справочник. М.: Советская энциклопедия, 1988, с. 310.
- Тишков В. А., Истомин А. А. Монтанье-наскапи — в кн.: Народы и религии мира: Энциклопедия. М.: Большая Российская энциклопедия, 1998, с. 352—353.

### На других языках
- Handbook of North American Indians. Vol. 6: Subarctic. Washington: Smithsonian Institution, 1981, pp. 169–195, 666—672
- Handbook of North American Indians. Vol. 2: Indians In Contemporary Society. Washington: Smithsonian Institution, 2008.
- Handbook of American Indians North of Mexico (in two parts, 1907—1910), edited by Frederick Webb Hodge.
- Canada’s Tibet: The Killing of the Innu
- Montagnais History by Lee Sultzman
- Innu Aimun by Chris Harvey (Languagegeek)
- Montagnais Language in Ethnologue
- Hind H. J. Explorations in the Interior of the Labrador Peninsula, vol. II. London, 1863.
- Turner L. M. Ethnology of the Ungava District. // 11th Annual Report of the Bureau of American Ethnology. Washington, 1894.
- The Jesuit Relations and Allied Documents: Travels and Explorations of the Jesuit Missionaries in New France. 1610—1791. 72 vols. Cleveland, 1896—1901.
- Speck F. G. Social Structure of the Northern Algonkian. // Publications of the American Sociological Society, vol. 12, 1917.
- Strong W. D. Cross-cousin Marriage and the Culture of the Northeastern Algonkian. // American Anthropologist, vol. 31, No. 3, 1929.
- Speck F. G. Montagnais-Naskapi Bands and Early Eskimo Distribution in the Labrador Peninsula. // American Anthropologist. Menasha—Washington, vol. 30, No. 4, 1931.
- Hallowell I. Kinship Terms and Cross-cousin Marriage of the Montagnais-Naskapi and the Cree. // American Anthropologist, vol. 34, No. 2, 1932.
- Speck F. G. Naskapi: The Savage Hunters of the Labrador Peninsula. Norman, 1935.
- Speck F. G. Culture problems in Northeastern North America. // Proceedings of the American Philosophical Society, vol. 65, No. 4, 1936.
- Speck F. G. and Eiseley L. C. Montagnais-Naskapi Bands and Family Hunting Districts of the Central and Southern Labrador Peninsula. // Proceedings of the American Philosophical Society, vol. 85, No. 2, 1942.
- Cooper J. M. The Culture of the Northeastern Indian Hunters: A Reconstructive Interpretation. // Man in Northeastern North America. Andover, 1946.
- Tanner V. Outlines of the Geography, Life and Customs of New-Foundland—Labrador, vol. 2. Cambridge, 1947.
- Leacock E. The Montagnais «Hunting Territory» and the Fur Trade. Menasha, 1954.
- A Survey of the Aboriginal Populations of Quebec and Labrador, ed. by J. Fried. Montreal, 1955.
- Garigue Ph. The Social Organization of the Montagnais-Naskapi. // Anthropologica, 1957, No. 4.
- Rogers E. S. Band Organization Among the Indians of Eastern Subarctic Canada. // National Museum of Canada Bulletin No. 228, Ottawa, 1969.
- Leacock E. The Montagnais-Naskapi Band. // National Museum of Canada Bulletin No. 228, Ottawa, 1969.
- Henriksen G. Hunters of the Barrens: The Naskapi on the Edge of the White Man’s World. St. John’s: Institute of Social and Economic Research Press, 1973.